# کتاب‌فروشی ۲۴ ساعته آقای پنامبرا
کتابفروشی ۲۴ ساعته آقای پنامبرا (انگلیسی: Mr. Penumbra's 24-Hour Bookstore) عنوان رمان نخست رابین اسلوان نویسنده آمریکایی است که در سال ۲۰۱۲ توسط انتشارات فرار، اشتراوس و ژیرو منتشر گردید

## ترجمه فارسی
این کتاب در ایران توسط سعید کلاتی ترجمه و توسط نشر هیرمند به چاپ رسیده‌است.